# چرکینلو
چرکینلو یکی از روستاهای استان آذربایجان شرقی است که در دهستان گرمه جنوبی بخش مرکزی شهرستان میانه واقع شده‌است. در واقع نام این روستا به معنای تار های ستار است  و نام گذشته ی این روستا بوده است.
چرکینلو یکی از روستاهای نامی و معروف میانه در آذربایجان شرقی است که از لحاظ محصولات کشاورزی ودامی وهم چنین از لحاظ مناظر طبیعی به خصوص صنعت گردشگری یکی از غنی‌ترین وثروتمندترین روستاهای استان آذربایجان شرقی و کشور ایران است. با این اوصاف این روستا یکی از گمنام‌ترین روستاهای کشور ایران می‌باشد.

## محصولات کشاورزی
روستای چرکینلو، با توجه به موقعیت خاصی که دارد و به واسطه داشتن رودخانه‌های پرآب، برای کشاورزی بسیار مناسب است. رودخانه‌هایی که در زمستان و بهار، در دره‌های عمیق جوشان و خروشان جاری می‌شوندخود یکی از عوامل تأثیرگذار در جهت رونق محصولات کشاورزی این منطقه می‌باشد.
از جمله مرغوب‌ترین محصولات کشاورزی روستای چرکینلو می‌توان به گوجه، هندوانه، خربزه، طالبی، برنج درجه یک ایرانی، زردآلو، خیار، خیارچمبر، گندم، جو، سیب، و محصولات دیگر اشاره کرد، که مهم‌ترین محصولات آن را در درجه اول می‌توان به گوجه، هندوانه، خیار (اعم از زمینی ودرختی) وسیب اشاره کرد که به مقدار فراوانی در این روستا کشت شده و به شهرستان‌ها واستان‌های دیگر صادر می‌شود. هم چنین محصولات کشاورزی روستای چرکینلویکی از راه‌های به دست آوردن درآمد برای مردم این روستاست.

## محصولات دامی
پرورش دام در چرکینلو به روش سنتی انجام می‌گیرد که این باعث تولید کم محصولات دامی شده و به اقتصاد چرکینلو آسیب می‌رساند.
با این حال بعضی دیگر از دامداران در آنجا به صورت صنعتی دام‌هایشان را پرورش می‌دهند وباعث تولید محصولات دامی فراوان می‌شوند که به دیگر استانها محصولاتشان را صادر می‌کنند.
مهم‌ترین محصولات دامی چرکنیلو را می‌توان شیر، پنیر، کره، ماست و محصولات دامی دیگری نام برد.

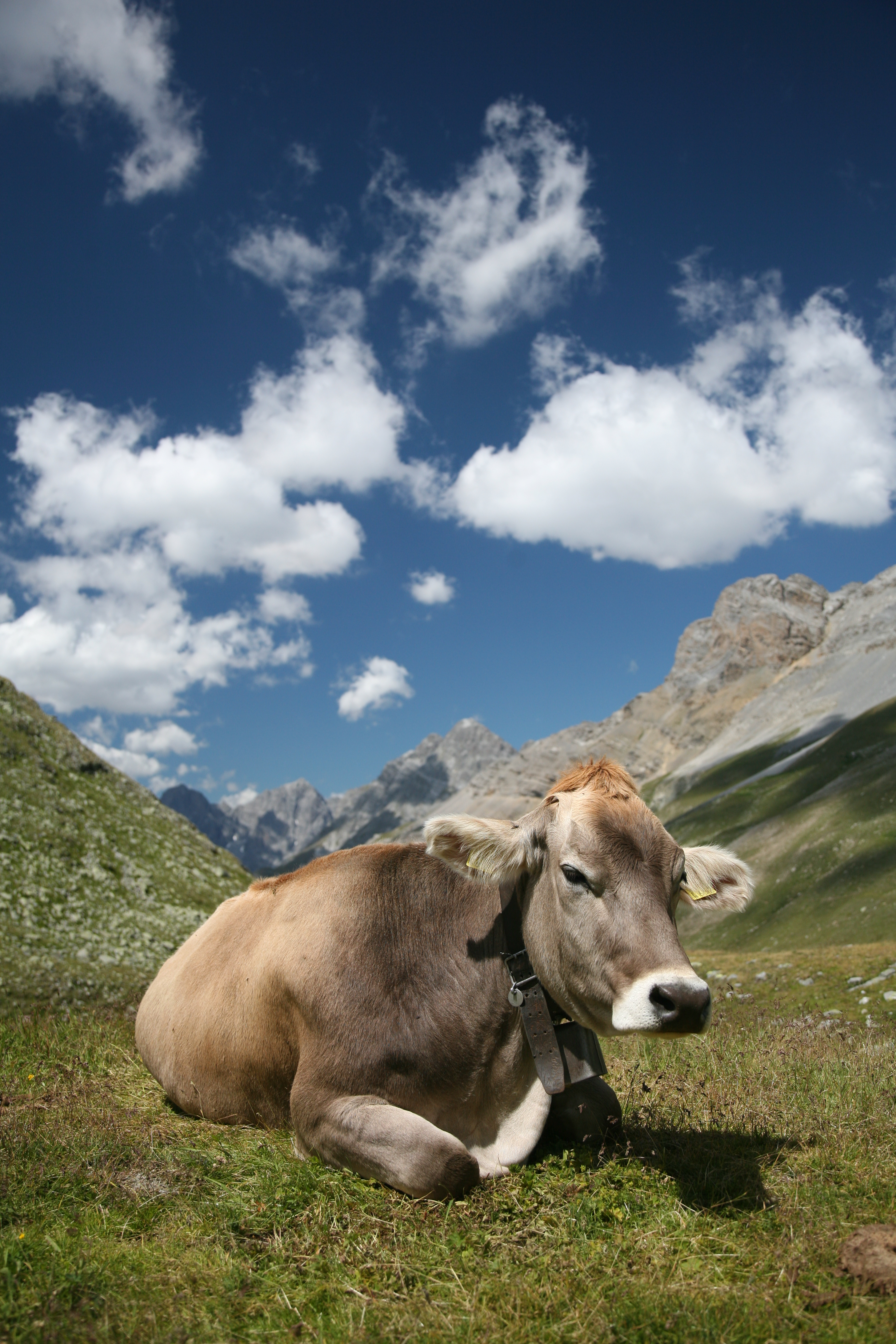
گاو

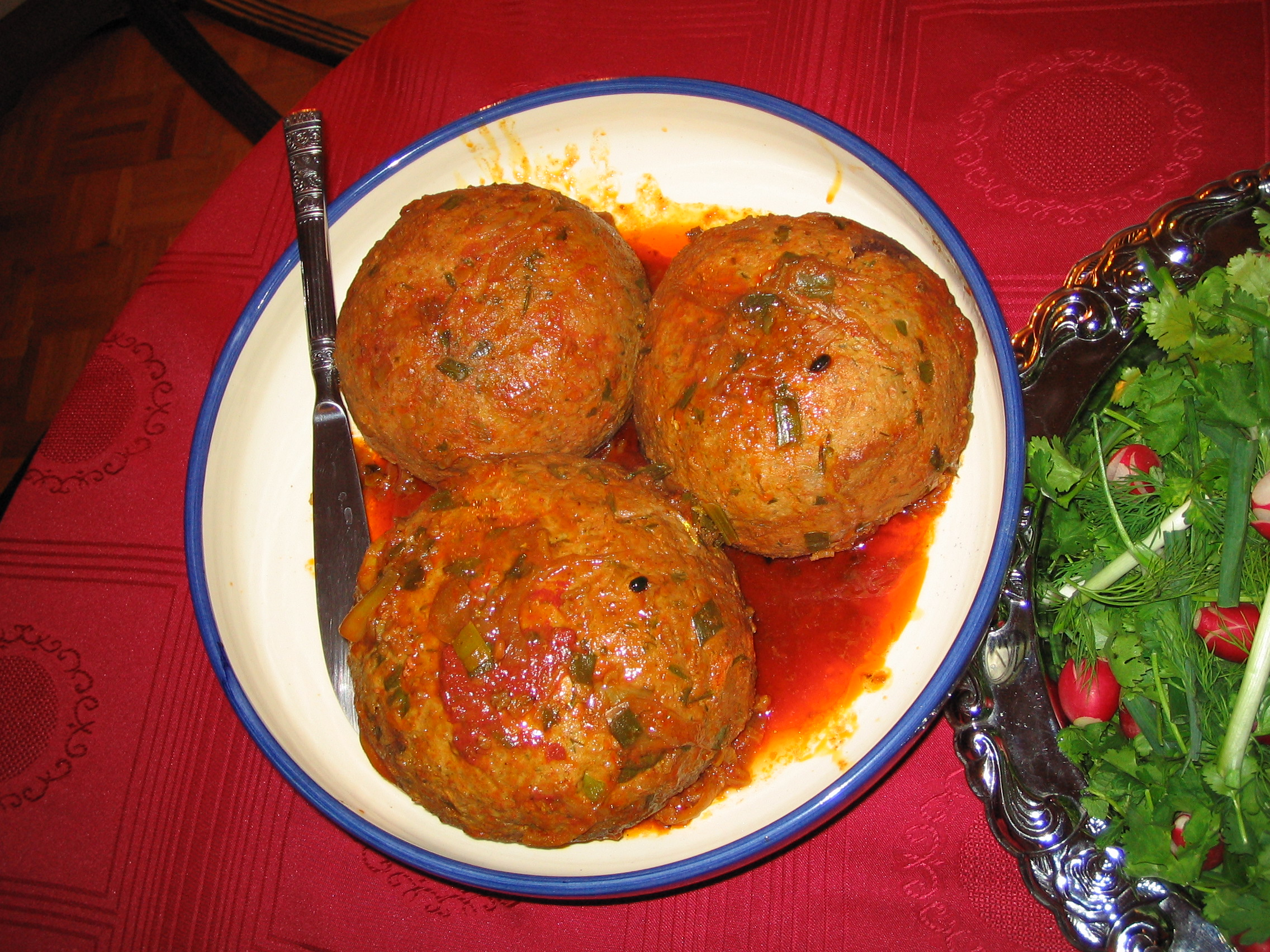
کوفته تبریزی؛ غذای سنتی تبریز.

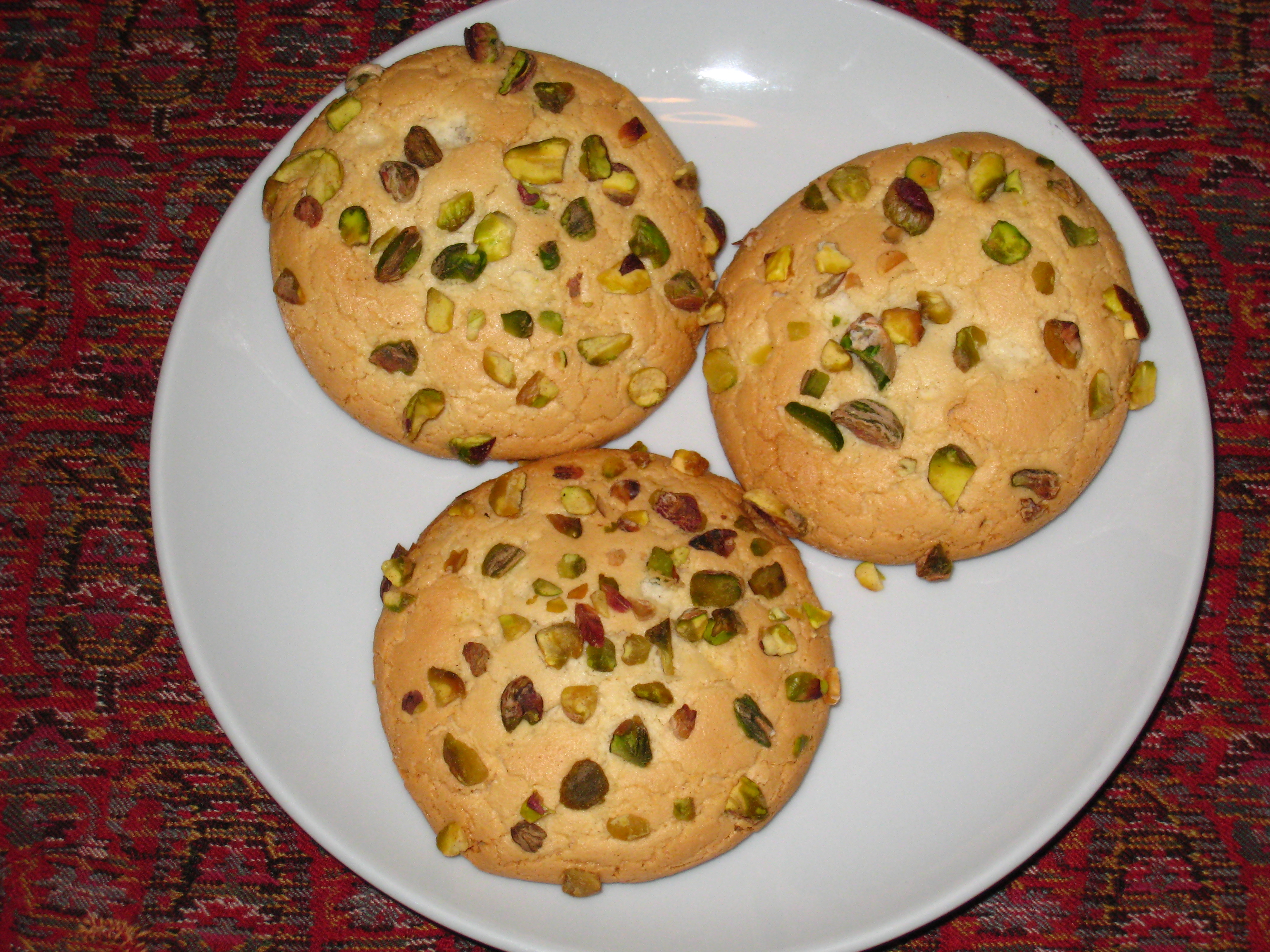
قرابیه؛ شیرینی سنتی تبریز.

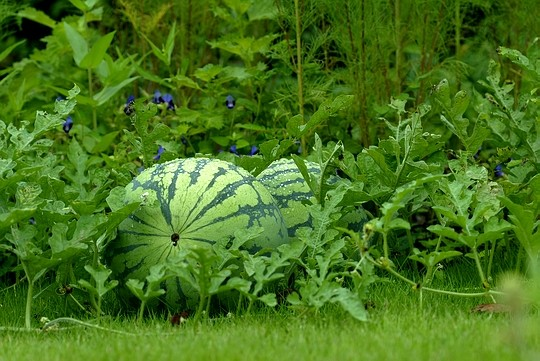
هندوانه در جالی

## صنایع دستی
از جمله مهم‌ترین صنایع دستی روستای چرکینلو را می‌توان بافت "گلیم‌های اعلا"نام برد که مردم روستای چرکینلوبه وسیله آن درامدبسیاری را به دست می‌آورند. برخی از این گلیم‌های اعلا به شهرستان‌های دیگر همچون شهرستان تبریز مرکز استان آذربایجان شرقی صادر می‌شود که محل مناسبی برای فروش این گلیم هاست.

## مقدمه‌ای بر تاریخ چرکنیلو
روستای چرکینلو هم چنین دارای تاریخی غنی می‌باشد.
این پیشینه تاریخی حتی به دوره ماقبل اسلام یعنی دوران اشکانیان وساسانیان دو حکومت قدرتمند ایرانی می‌رسد، به همین دلیل است که ما در مقدمه عرضمان از چیرکینلو یک روستا نام نبریم بلکه روستایی غنی از همه لحاظ (تاریخی، صنعتی، جغرافیایی، گردشگری و…)نام بردیم. قدمت طولانی این روستا به فرهنگ وتمدن مردم این روستا تأثیر گذاشته وافراد نامی ونویسندگان وفرماندهان جنگی بسیاری را تقدیم به مملکت پهناور ایران زمین این سرزمین پاک و زیبا تقدیم نموده.

## جاذبه‌های تاریخی وگردشگری روستای چرکینلو
تپه کهنه یور مربوط به دوره اشکانیان - دوره ساسانیان - سدهٔ ۷تا۱۰ ه‍.ق است و در شهرستان میانه، بخش مرکزی، دهستان گرمی جنوبی، ۲ کیلومتری شرق روستای چرکینلو (چیرکینلو) واقع شده و این اثر در تاریخ ۲۷ اسفند ۱۳۸۷ با شمارهٔ ثبت ۲۶۴۳۳ به‌عنوان یکی از آثار ملی ایران به ثبت رسیده‌است.
ساغسلی تپه مربوط به دوره اشکانیان - دوره ساسانیان است و در شهرستان میانه، بخش مرکزی، دهستان گرمی جنوبی، ۲ کیلومتری شمال غربی روستای چرکینلو (چیرکینلو) واقع شده و این اثر در تاریخ ۲۷ اسفند ۱۳۸۷ با شمارهٔ ثبت ۲۶۳۸۵ به‌عنوان یکی از آثار ملی ایران به ثبت رسیده‌است

## مردم
- زبان

بیش تر مردم روستای بزرگ چرکینلوبه زبان ترکی آذربایجانی، ترکی آذری، آذربایجانی وآذری تکلم می‌نمایند.
هم‌چنین در کتاب «حدایق‌السیاحه»، زین‌العابدین شیروانی (معاصر فتحعلی شاه و محمد شاه) نیز تأیید می‌کند که ساکنین تبریزوشهر هاوروستاهای آن به این زبان سخن می‌گویند.
- مذهب

اکثریت مردم روستای چرکینلو مسلمان وپیرو مذهب شیعه دوازده امامی می‌باشند.

## سوغاتی‌های روستای چیرکینلو
هم چنین می‌توان سوغاتی‌های این روستا را در چند دسته وگروه تقسیم‌بندی کرد که در زیر آورده شده‌است:
- غداهای سنتی
- شیرینی‌ها
- میوه‌ها
- صنایع دستی

## غذاهای سنتی
از جمله مهم‌ترین غذاهای سنتی این روستا را می‌توان به کوفته تبریزی ,آش زردآلو، ابگوشت و آش گوجه اشاره کرد که بسیار معروف ومشهور در میان عامه مردم است وغذایی دیگر با عنوان کوکو که غذای بسیار لذیذی است که از غذاهای سنتی این روستای بزرگ می‌باشد.

## صنایع دستی
ازصنایع دستی این روستا را می‌توان به صنعت گلیم با فی اشاره نمود که رونق بسیار چشمگیری در این روستا داشته‌است.

## میوه‌ها
از دیگر سوغاتی‌های این روستا میوه‌ها هستند که مهم ترینشان را می‌توان به :گوجه، هندوانه، خیار خربزه طالبی و زردآلو اشاره نمود.